# Mielno
Mielno (niem. Großmöllen lub Groß Möllen) – miasto w północno-zachodniej Polsce w województwie zachodniopomorskim, w powiecie koszalińskim, siedziba gminy Mielno. Położone nad Morzem Bałtyckim i jeziorem Jamno, na Wybrzeżu Słowińskim. Miasto z dwoma letnimi kąpieliskami morskimi i przystanią rybacką na osiedlu Unieście.
Według danych z 31 grudnia 2019 r. miasto miało 2914 mieszkańców.
Mielno wraz z Mielenkiem stanowi jeden z wielu kompleksów wypoczynkowych polskiego wybrzeża.

## Położenie
Mielno znajduje się na Wybrzeżu Słowińskim, nad Morzem Bałtyckim, a także nad północnym i zachodnim brzegiem jeziora Jamno. Północna część miasta leży na mierzei między jeziorem Jamno a Morzem Bałtyckim. Mierzeję przecina kanał Jamieński Nurt, który stanowi także granicę miasta. Miasto posiada także dwie integralne części miejscowości: Barnowo i Unieście.
Według danych z 1 stycznia 2017 r. powierzchnia miasta wynosiła 33,45 km², co stanowiło 53,8% powierzchni gminy Mielno. Do obszaru miasta włączony jest obszar całego jeziora Jamno o powierzchni 22,40 km², co stanowi 67% powierzchni miasta.
W latach 1975–1998 miejscowość należała do woj. koszalińskiego.

## Demografia
Według danych z 31 grudnia 2016 r. miasto miało 2937 mieszkańców, co stanowiło 59,0% ludności gminy. Gęstość zaludnienia wynosiła 87,8 osoby na km². Wyłączając obszar jeziora Jamno (22,40 km²) gęstość zaludnienia na lądzie wynosiła 265,8 osoby na km².
Mielno (bez Unieścia) według danych z 31 grudnia 2006 r. zamieszkiwało 2184 mieszkańców. Według danych z 31 grudnia 2009 r. w Mielnie (bez Unieścia) zameldowanych na stałe były 2190 osoby.

## Turystyka i rekreacja

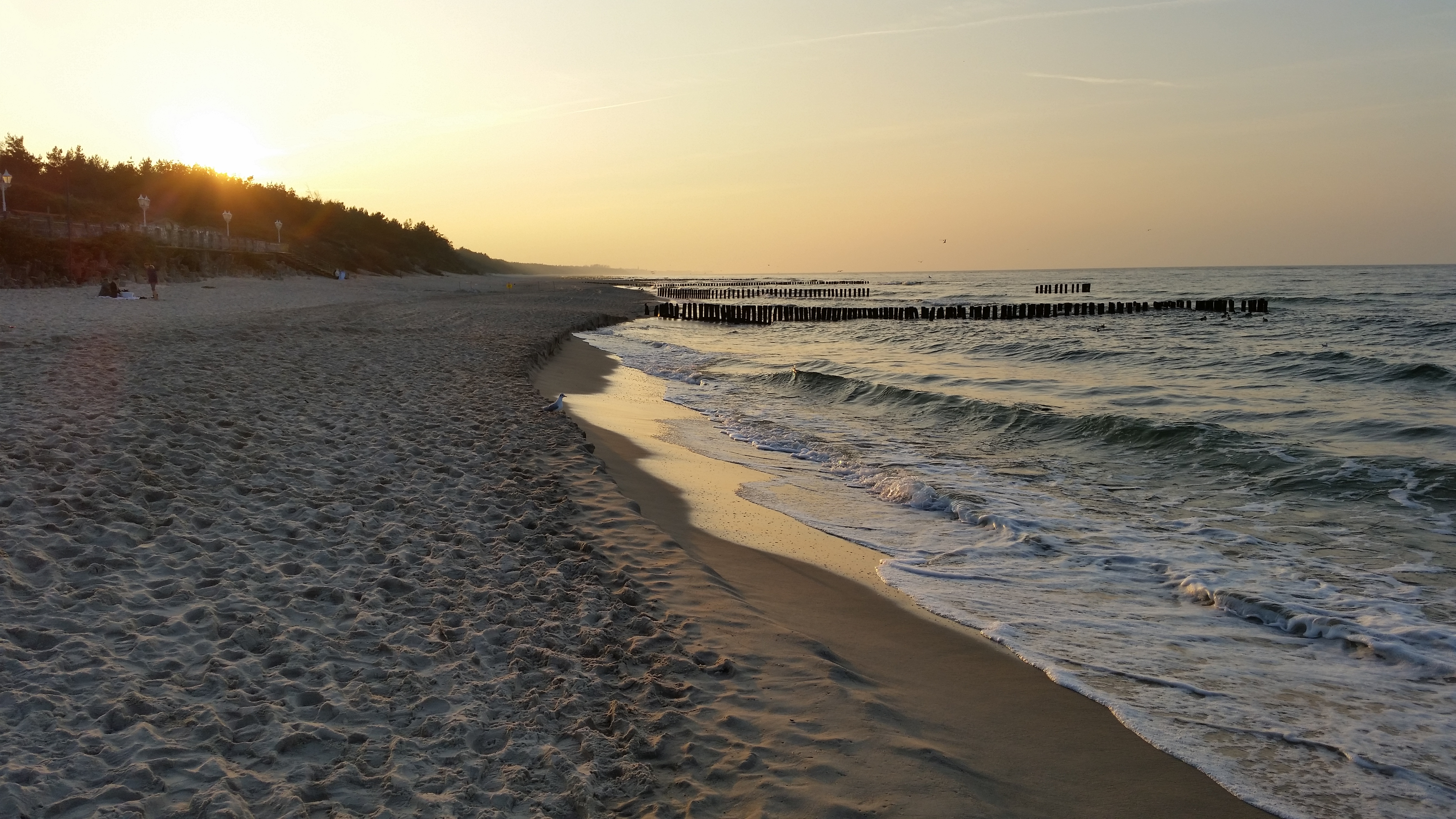
Plaża w Mielnie

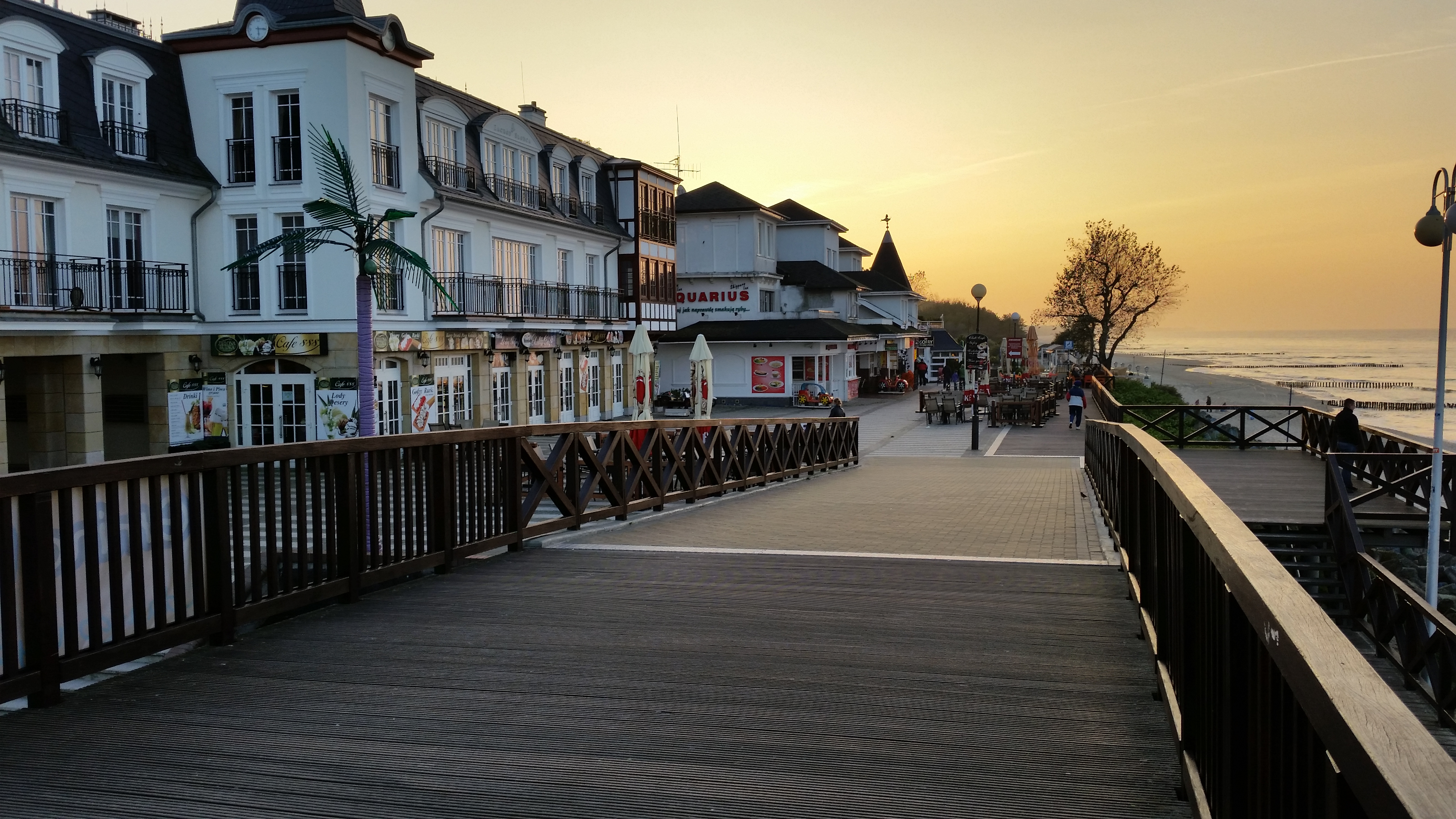
Promenada w Mielnie

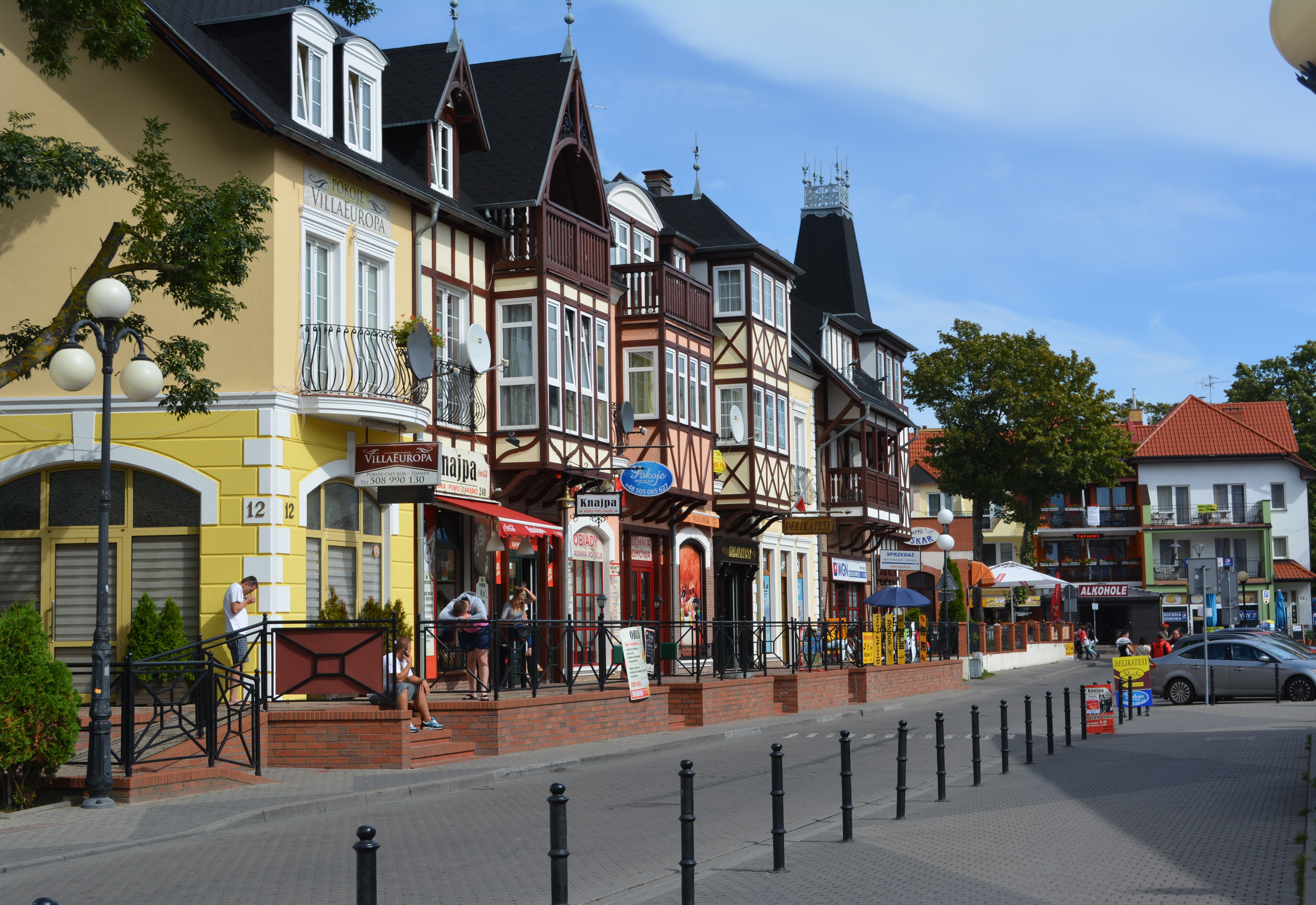
Zabudowa ul. Nadbrzeżnej w Mielnie

Nad morzem wyznaczono letnie kąpielisko „Mielno 216” o długości 100 m, przy wejściu od ul. Kościuszki. W 2012 r. kąpielisko Mielno spełniało wytyczne wymogi jakościowe dla wody w kąpielisku Unii Europejskiej. W 2013 r. okres sezonu kąpielowego określono od 1 lipca do 31 sierpnia.
Drugie kąpielisko „Unieście 221”.
Wśród atrakcji turystycznych w Mielnie dużą popularnością cieszy się mieleński deptak prowadzący do głównego zejścia na plażę. To właśnie przy nim znajduje się charakterystyczny pomnik Morsa oraz swój bieg rozpoczyna około 1,5-kilometrowa Promenada Przyjaźni, przy której można zobaczyć Pomnik Lotników. Turyści chętnie odwiedzają również park nadmorski, w którym można podziwiać stare grodzisko słowiańskie, drewniane pomniki szyszek oraz bunkry wojenne. Atrakcją w Mielnie jest również przystań rybacka zlokalizowana w dzielnicy Unieście oraz jezioro Jamno.

## Historia
Do 1945 r. stosowano niemiecką nazwę Großmöllen. W 1947 r. ustalono urzędowo nazwę Mielno. Komisja Ustalania Nazw Miejscowości przyjmując nazwę nawiązała do wyrazu „mielizna” oraz kaszubskiego słowa „miałki”, czyli „płytki”.
Po II wojnie światowej Mielno szybko zyskało uznanie jako miejscowość wczasowa, głównie ze względu na atrakcyjne położenie u nasady mierzei oddzielającej jezioro Jamno od Bałtyku i urozmaiconą przyrodę, ale również dzięki bezpośredniej komunikacji kolejowej z niedalekim Koszalinem. Pod koniec lat 60. funkcjonowały tu już, w większości w oparciu o przedwojenne, poniemieckie domy i wille, cztery duże ośrodki wczasowe FWP („Bandera”, „Dar Pomorza”, „Jantar” i „Perła”) dysponujące łącznie ok. 770 miejscami. Uzupełniały je mniejsze zakładowe ośrodki domków campingowych. Działały 3 restauracje, 4 bary, 2 kawiarnie i 2 lokale taneczne, a wczasowicze mieli do dyspozycji m.in. Klub Książki i Prasy FWP, klubo-kawiarnię FWP „Meduza” z dancingiem, 2 kina i muszlę koncertową.
W latach 70. XX wieku rozważano budowę w Mielnie portu morskiego z wykorzystaniem jeziora Jamno. Wielkością miał przewyższać port kołobrzeski. Do realizacji tych zamierzeń ostatecznie nie doszło.
W miejscowości działało Państwowe Gospodarstwo Rybackie Mielno.
Mielno włączywszy weń Unieście i Barnowo jako swoje części, otrzymało status miasta (prawa miejskie) 1 stycznia 2017 roku.

## Zabudowa
Główną ulicą Mielna jest ulica Bolesława Chrobrego, przechodząca w ulicę 6 Marca na wysokości osiedla Unieście.
W miejscowości znajdują się cztery zabytki:
- kościół pw. Przemienienia Pańskiego z XV wieku, przebudowany w XIX wieku,
- park dworski z przełomu XVIII/XIX wieku,
- willa przy ul. T. Kościuszki 11,
- budynek szachulcowy z początku XX wieku.

Do 2013 r. w Mielnie przy ul. 1 Maja 13, znajdował pensjonat budynek drewniany z początku XX wieku, jednak spłonął w nocy z 1 na 2 stycznia 2013 r.
10 maja 1999 przed budynkiem Urzędu Gminy przy ul. Chrobrego 10 stanęła rzeźba jelenia. Ufundowana w okresie międzywojennym, pierwotnie znajdowała się na placu przed muszlą koncertową, następnie została przeniesiona na ul. Parkową, by ostatecznie znaleźć się w obecnym miejscu.
Przy ul. Piastów 10 (dojście od ul. Cichej) na niewysokim cokole znajduje się pomnik Syreny z tarczą i mieczem, wykonany z metalizowanego betonu.
13 lutego 2010 r. przy głównym wejściu na plażę w Mielnie odsłonięto Pomnik Morsa autorstwa Roberta Sobocińskiego, mający być symbolem amatorów kąpieli w zimnej wodzie.
Zwyczajowo Mielno podzielone jest na trzy części: osiedle przykościelne, Stare Mielno i Osiedle Lechitów, jednak tylko to ostatnie jest oficjalną jednostką administracyjną miasta.
Osiedle przykościelne jest historycznie najstarszą częścią Mielna. Mieszczą się tam relikty grodziska wczesnosłowiańskiego z przełomu IX i X wieku oraz kościół parafialny z XV wieku. Część ta ma obecnie charakter peryferyjny, oddzielona jest od plaży lasem. Jej centralną część stanowi plac Kościelny i okolice ulicy Spokojnej. Północną częścią osiedla przykościelnego, przez las nadmorski przebiega międzynarodowy szlak rowerowy dookoła Bałtyku.
Stare Mielno to największa, granicząca z osiedlem Unieście część miasta. Powstała ona w połowie XIX wieku jako typowo turystyczna. Licznie występują w niej domy i pensjonaty z przełomu XIX i XX wieku (Willa Millenium, Willa Amber) oraz duże ośrodki wczasowe powstałe po 1945 roku (FWP Albatros). W Starym Mielnie toczy się życie kulturalne i towarzyskie miasta, odbywają się w nim wydarzenia. Istnieją tu budynki użyteczności publicznej, sklepy i sezonowe kramy oraz park, deptak Kościuszki i Promenada Nadmorska (dawniej Przyjaźni Polsko-Radzieckiej).

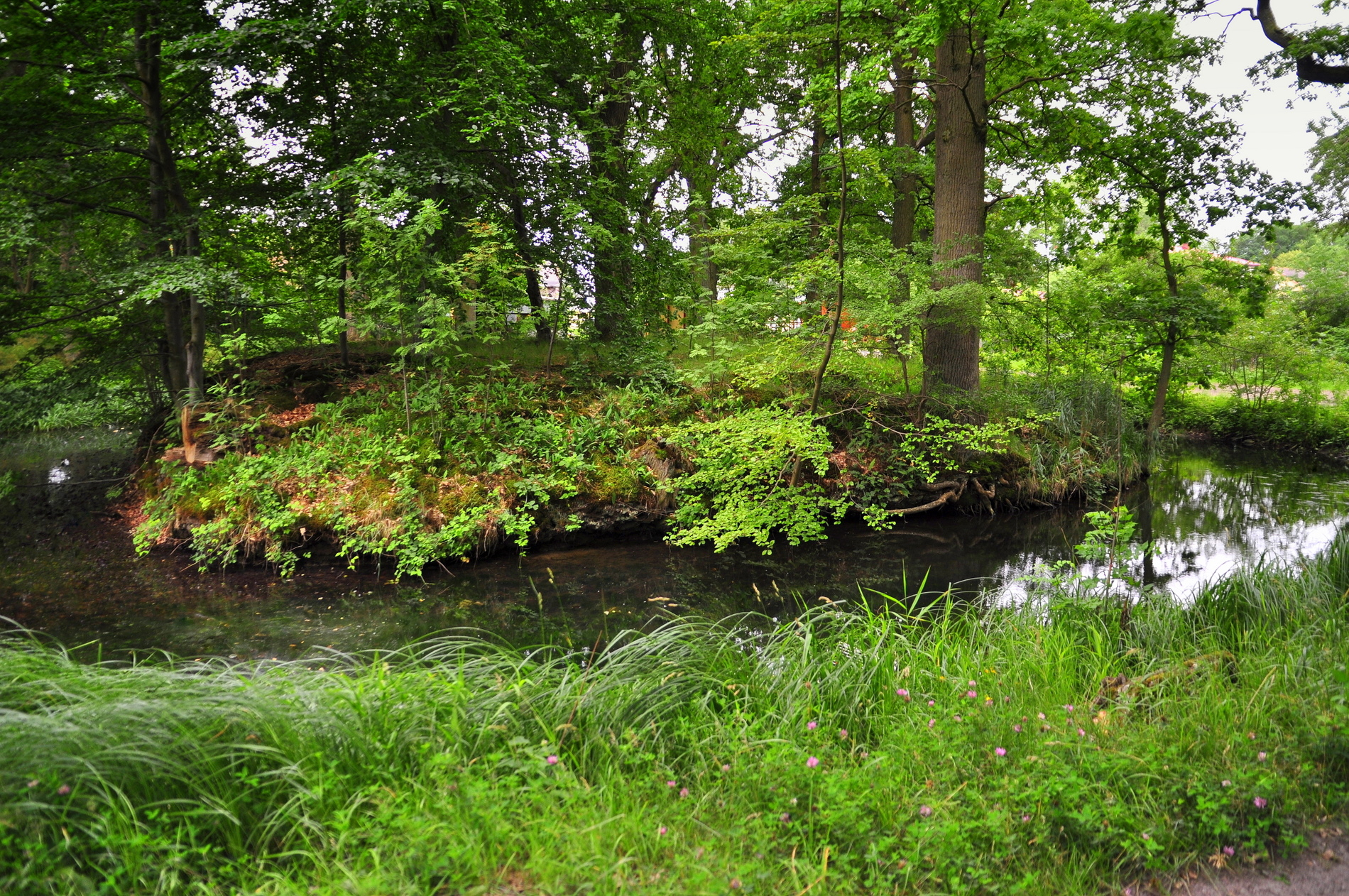
Rejon ul. Kościelnej, pozostałość gródka z IX–X wieku

## Infrastruktura
W Mielnie mieści się Szkoła Podstawowa im. Leonida Teligi i przedszkole publiczne.
W mieście znajduje się także biuro promocji i informacji turystycznej, biblioteka gminna, ośrodek sportu i rekreacji, gminny ośrodek pomocy społecznej, urząd pocztowy, a także nowy posterunek policji. Komisariat został oddany do użytku w 2021 roku, a posterunek został przeniesiony z budynku Urzędu Miejskiego.

## Transport
Mielno jest połączone z drogą krajową nr 11 poprzez drogę wojewódzką nr 165.
Połączenie z centrum Koszalina umożliwiają przewoźnicy prywatni, a także w sezonie letnim pociągi Polregio (kursy skomunikowane z połączeniami dalekobieżnymi, średnio co godzinę), odjazdy z przystanku osobowego Mielno Koszalińskie. Do końca września 1938 r. docierał do Mielna tramwaj regionalny.
Alternatywnym połączeniem z Koszalinem (Jamno) jest rejs statkiem Julek po jeziorze Jamno do przystani Unieście II.

## Kultura i sport
W mieście siedzibę ma Klub Sportowy „Saturn” Mielno, który powstał w 1957 roku. Zespół piłki nożnej w sezonie 2023/2024 występuje w klasie A, grupie zachodniopomorskiej VII.
Od 1996 r. w Mielnie działał Młodzieżowy Klub Regatowy „Tramp”, który zajmuje się szkoleniem młodzieży w wieku od 7 do 19 lat w klasach regatowych: Optimist, Cadet, OKD, Europa. LOK odebrał klubowi budynek, w którym działał i młodzi żeglarze przenieśli się do innego Ośrodka Szkoleniowego mieszczącego się na Unieściu przy ulicy Prądno 1.

Od 2004 r. w Mielnie w styczniu bądź lutym odbywa się Międzynarodowy Zlot Morsów. W miejscowości funkcjonuje także Mieleński Klub Morsów „Eskimos”.

## Samorządy pomocnicze
Gmina Mielno dla terenu miasta utworzyła 2 sołectwa (jednostki pomocnicze). Sołectwo Mielno obejmuje zachodnią część miasta wraz z częścią Barnowo (lecz bez jeziora Jamno), a Sołectwo Unieście obejmuje wschodnią część osiedla Unieście (także bez jeziora Jamno). Mieszkańcy każdego sołectwa wybierają sołtysa oraz radę sołecką, która składa się z 3 do 7 osób.

## Wspólnoty wyznaniowe
- Kościół rzymskokatolicki:

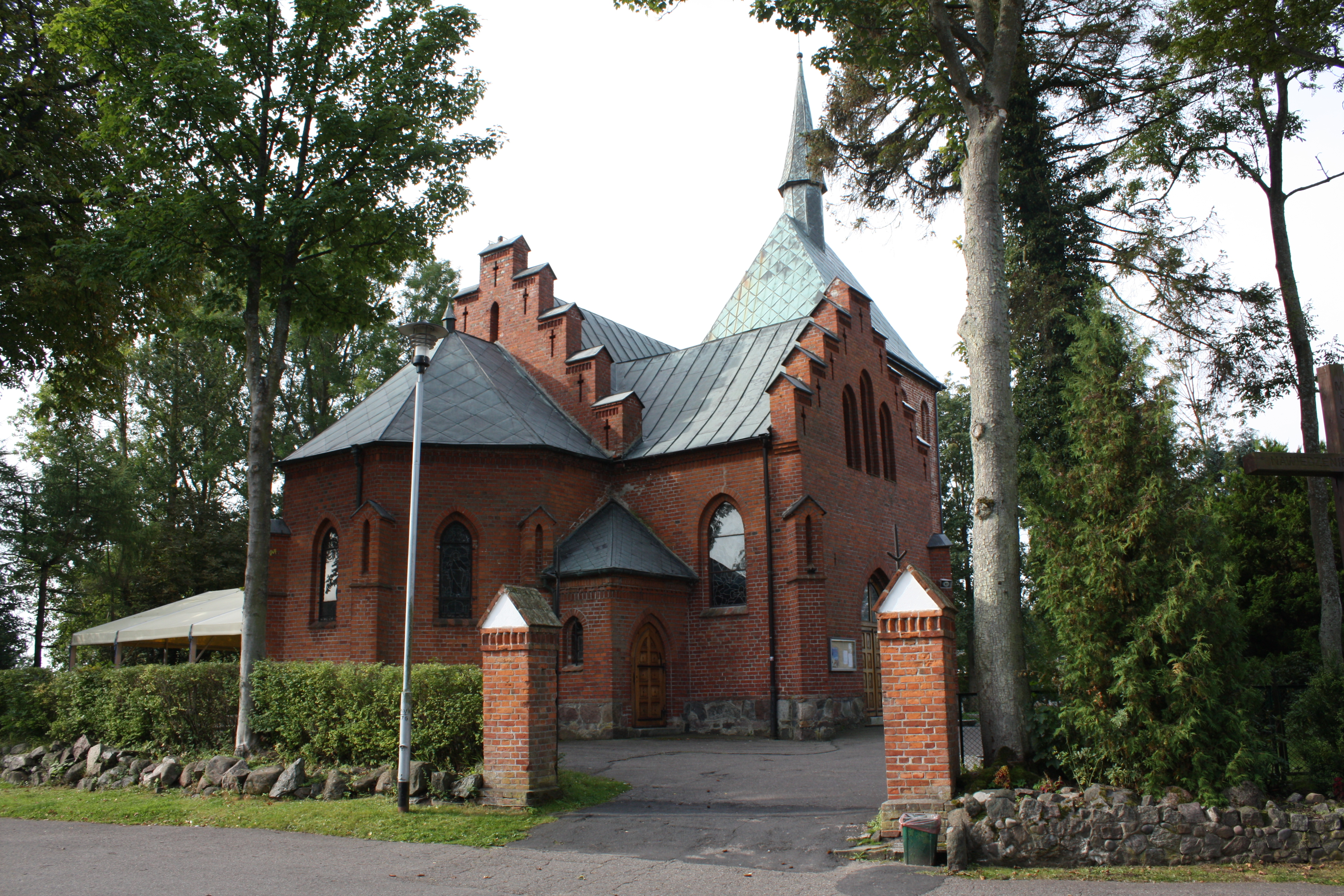
Kościół Przemienienia Pańskiego

  - parafia Matki Bożej Gwiazdy Morza
  - parafia Przemienienia Pańskiego
- Świadkowie Jehowy:
  - zbór Mielno-Strzeżenice[29].